# São Corbiniano (título cardinalício)
O Título cardinalício de São Corbiniano foi instituido pelo Papa Bento XVI em 20 de novembro de 2010 com a bula Purpuratis Patribus. Sua sede se encontra na região do Bráies, em Roma, na Igreja de San Corbiniano in via Bráies, dedicada a São Corbiniano.

## Titulares
- Reinhard Marx (2010 - atual)